# Bukova, Starîi Sambir
Bukova (în ucraineană Букова) este un sat în comuna Liutovîska din raionul Starîi Sambir, regiunea Liov, Ucraina.

## Demografie
Componența lingvistică a localității Bukova
     Ucraineană (100%)
Conform recensământului din 2001, toată populația localității Bukova era vorbitoare de ucraineană (100%).